# Skudeneshavn
Skudeneshavn est une ville de Norvège située dans la kommune de Karmøy, dans le comté de Rogaland. Elle fait partie du district traditionnel de Haugaland. Elle est située à l'extrémité sud de l'île de Karmøy, à l'entrée du Boknafjord et du détroit de Karmsund, dans la région de Vestlandet. Elle compte, au recensement de 2023, 3 332 habitants.

## Géographie
Skudeneshavn est située à l'extrémité sud de l'île de Karmøy. La ville a une superficie de 2,6 km2.

## Étymologie
Skudeneshavn doit son nom à la péninsule de Skudenes, en vieux norrois : Skútunes, appelée également Skudeneset, Skudepynten ou Skude. Le premier élément est le génitif de skúta, qui signifie mur rocheux saillant, en référence aux îlots rocheux et aux récifs qui se trouvent au large de la péninsule. Le deuxième élément est nes, qui signifie promontoire. Le dernier élément est havn, qui signifie port.

## Histoire
La région est occupée de manière permanente dès l'âge de fer. Le cap de Skudenes est un lieu qui est noté sur les cartes nautiques néerlandaises du XVIe siècle. Des maisons de pécheur sont construites dès le XVIIe siècle par des habitants de Stavanger et en 1700, il y a entre 25 et 30 résidents permanents à Skudeneshavn. En 1745, le gouverneur de Stavanger, Bendix de Fine, décrit le lieu comme un port sur où « quelques citoyens de Stavanger ont des maisons et des hangars à salaison, où ils séjournent pendant que la pêche et la pêche à la morue ont lieu, et là ils salent la morue qu'ils pêchent et achètent ». Le hareng disparait à la fin du XVIIIe siècle et ne revient qu'en 1808, permettant ainsi d'éviter la famine due en partie aux guerres napoléoniennes et au blocus continental.
Au XIXe siècle, a ville connaît un important développement avec le retour des harengs, la population passe de 174 habitants en 1835 à 777 en 1855 et environ 20 000 personnes pratiquent la pêche. Un bureau de poste est créé en 1847 et, Skudeneshavn reçoit le statut de ville maritime, ladested, en 1857. Au début des années 1860, la ville compte environ 1 200 habitants et 77 bateaux de pêche sont à quai. Le port est développé entre 1866 et 1870 et des brise-lames sont construits en 1938 puis, en 1993.
Le 1er janvier 1965, Skudeneshavn fusionne avec Avaldsnes, Kopervik, Skudenes, Stangaland (no), Torvastad et Åkra (no) pour former la nouvelle municipalité de Karmøy. Skudeneshavn reçoit en 1996 le statut de ville.

## Patrimoine
Le vieux Skudeneshavn, constitué de maisons en bois peintes en blanc et de hangars à bateau, est, depuis 2018, protégé en tant qu'environnement culturel. L'aire de protection établie par la Riksantikvaren (no), la Direction norvégienne du patrimoine culturel, comprend une zone de 93,2 hectares dont 8,4 maritime et concerne 180 bâtiments.
Le phare de Geitungen est un phare situé sur une petite île juste au sud de Skudeneshavn, construit en béton, en 1924, pour sécuriser l'approche du Boknafjord. Automatisé depuis 1994, il est protégé en vertu de la Loi sur le patrimoine culturel depuis 1999.
Le phare de Skudenes est situé à l'entrée de Skudeneshavn, du côté nord du fjord de Skudenes. Construit en 1799 et fermé en 1924, il est protégé en vertu de la Loi sur le patrimoine culturel depuis 1999.

## Culture
Le musée de Mælandsgården, situé dans le vieux Skudeneshavn, retrace la vie des habitants de la ville aux XIXe et au début du XXe siècle.